# Синдром PFAPA
Синдром PFAPA (лихорадки, афтозного стоматита, фарингита и шейного лимфаденита, или синдром Маршалла — хроническое заболевание неизвестной этиологии, проявляющееся, в основном, у детей. Основная характеристика синдрома — эпизоды повышенной температуры тела, возникающие с периодичностью от 3 до 5 недель. Эти эпизоды часто сопровождаются афтозным стоматитом, фарингитом и шейным лимфаденитом. Этот синдром был впервые описан в 1987 году. Современное название он получил двумя годами позже.

## Причины
Точные причины заболевания неизвестны. Способность однократной дозы кортикостероидов прекратить приступ PFAPA указывает на вовлеченность в развитие болезни провоспалительных цитокинов, нежели инфекции.

## Диагноз
Для синдрома PFAPA характерны следующие диагностические признаки:
- Возвратная фебрильная лихорадка (38−41°) при отсутствии инфекции верхних дыхательных путей
- Экссудативный тонзиллит в сочетании с отрицательным результатом посева мазка на микрофлору
- Шейный лимфаденит
- Фарингит
- Часто афтозный стоматит
- Полное отсутствие симптомов между приступами заболевания
- У детей - нормальный рост и развитие
- Быстрый (в теч. 2-4 часов) ответ на однократную дозу кортикостероидов

## Лечение
Приступы заболевания обычно проходят самостоятельно через 4-10 дней. Медикаментозное лечение назначается для уменьшения остроты приступов. Однократная доза кортикостероидов в самом начале заболевания обычно прекращает приступ в течение нескольких часов, но у некоторых детей может быть причиной более частых эпизодов болезни.
Тонзилэктомия используется как альтернатива медикаментозному лечению, но удовлетворительность результатов неоднозначна.

## Прогноз
По имеющимся данным синдром PFAPA не приводит к дополнительным заболеваниям или осложнениям и бесследно исчезает, когда дети становятся старше.
Тем не менее, у взрослых заболевание может не исчезать самостоятельно или появляться вновь много лет спустя.